# رامز أمير
رامز أمير (1 ديسمبر 1988 -)، ممثل مصري.

## حياته المهنية
كانت بدايته الفنية من خلال الإعلانات ثم شارك في مسلسل شرف فتح الباب مع الفنان يحيى الفخراني، لتتوالى مشاركاته الفنية بعد ذلك بفيلم الفرح رفقة نخبة من ألمع النجوم: صلاح عبد الله، ياسر جلال، ماجد الكدواني، ثم فيلم سفارى وكف القمر والمركب.
كما شارك في عدة مسلسلات بارزة، كمسلسل كريمة كريمة ومسلسل حقي برقبتي مع ماجدة زكي وحسن حسني ومسلسل أنا قلبي دليلي عن سيرة الفنانة ليلى مراد حيث يؤدي دور الفنان منير مراد.

## أعماله

### الأفلام
- 2004: فرح
- 2005: علمني حبك
- 2009: الفرح
- 2010: سفاري
- 2011: كف القمر
- 2011: المركب
- 2014: النبطشي
- 2015: برد الشتا
- 2016: خانة اليك
- 2016: حسن وبقلظ
- 2017: يوم من الأيام
- 2019: حملة فرعون

### المسلسلات
- 2003: كناريا وشركاه
- 2003: الليل وآخره
- 2004: محمود المصري
- 2004: أوراق مصرية ج3
- 2004: الإمام النسائي
- 2005: الظاهر بيبرس
- 2005: أريد حلا
- 2006: نصر السماء
- 2006: رجل وامرأتان
- 2007: نقطة نظام
- 2008: شرف فتح الباب
- 2008: الهاي سكول
- 2008: ثورة وحكاية
- 2009: كريمة كريمة
- 2009: حقي برقبتي
- 2009: أنا قلبي دليلي
- 2010: مطلوب رجال
- 2010: شاهد اثبات
- 2010: بيت الباشا
- 2010: الجماعة
- 2010: أزمة سكر
- 2012: رقم مجهول
- 2012: الزوجة الرابعة
- 2013: اسم مؤقت
- 2013: أحلى أيام
- 2015: حالة عشق
- 2017: كفر دلهاب
- 2017: غرابيب سود
- 2018: مليكة
- 2018: رسايل
- 2020: الاختيار
- 2021: نجيب زاهي زركش

### الكليبات المصورة
- المشاركة في كليب نشيد طلع البدر علينا لمشاري راشد العفاسي

### المسرحيات
- 2017: صبح صبح

## وصلات خارجية
- رامز أمير على موقع الدهليز
- رامز أمير على موقع قاعدة بيانات الأفلام العربية
- رامز أمير في فيلم حظر تجول
- اليوم السابع : رامز أمير يحكي عن دوره في كفر دلهاب